# Creoleon neurasthenicus
Creoleon neurasthenicus is een insect uit de familie van de mierenleeuwen (Myrmeleontidae), die tot de orde netvleugeligen (Neuroptera) behoort. 
Creoleon neurasthenicus is voor het eerst wetenschappelijk beschreven door Navás in 1913.